# Automeris harriamazonica
Automeris harriamazonica é uma espécie de mariposa do gênero Automeris, da família Saturniidae.
Sua ocorrência foi registrada no Peru.